# Quiroga
Quiroga é um município da Espanha na província de Lugo, comunidade autónoma da Galiza, de área 319 km² com população de 3 939 habitantes (2007) e densidade populacional de 12,35 hab/km².

## Demografia
| Variação demográfica do município entre 1991 e 2004 | Variação demográfica do município entre 1991 e 2004 | Variação demográfica do município entre 1991 e 2004 | Variação demográfica do município entre 1991 e 2004 |
| --------------------------------------------------- | --------------------------------------------------- | --------------------------------------------------- | --------------------------------------------------- |
| 1991                                                | 1996                                                | 2001                                                | 2004                                                |
| 5150                                                | 4702                                                | 4169                                                | 4129                                                |